# Мессьє 96
Мессьє 96 (М96, інші позначення — NGC 3368,UGC 5882,MCG 2-28-6, ZWG 66.13, IRAS10441 +1205,PGC 32192) — галактика у сузір'ї Лев.
Цей об'єкт входить у число перерахованих в оригінальній редакції нового загального каталогу.

## Загальні відомості

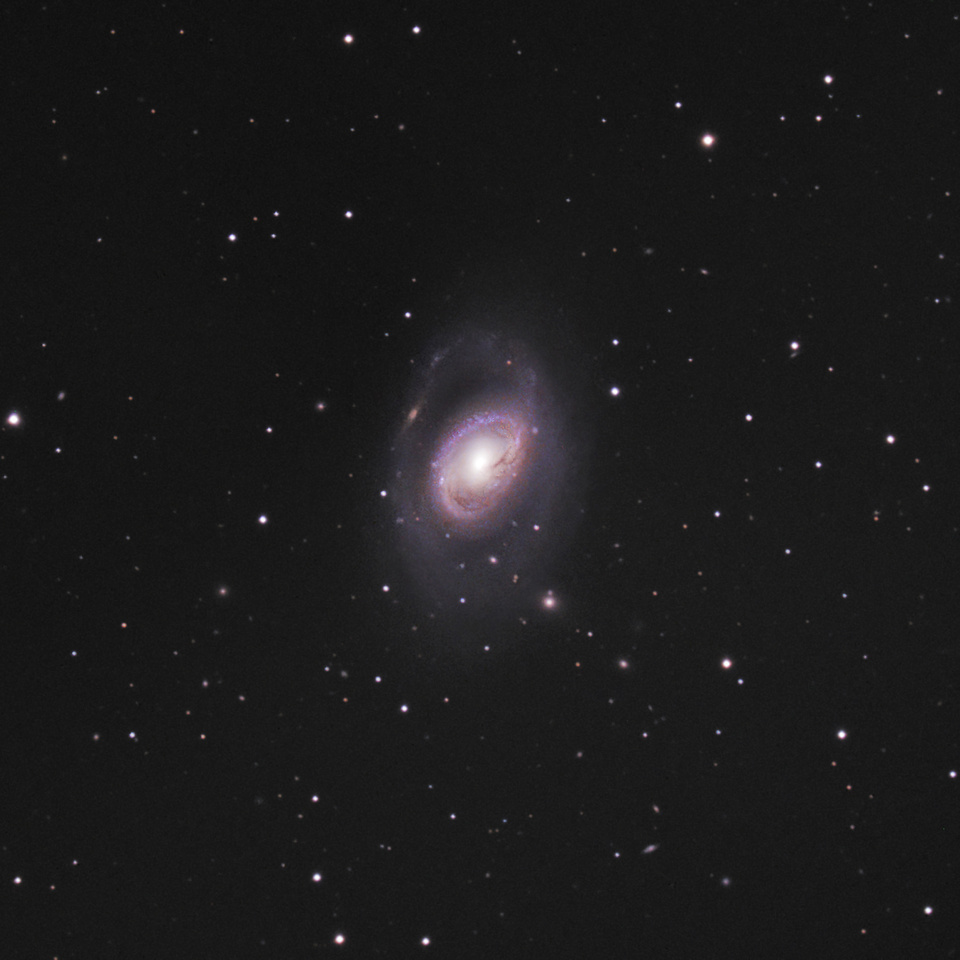
Мессьє 96 в аматорській телескоп

Галактика відкрита П'єром Мешеном (фр. Pierre Méchain) 20 березня 1781 року разом з галактикою М95. 24 березня 1781 включена Шарлем Мессьє (Charles Messier) в його каталог небесних об'єктів. Одна з перших відкритих спіральних галактик (до 1850 відкрито всього 14). M96 є найяскравішою галактикою групи Leo I (званої також групою M96), в яку крім неї входять галактики M95, M105 і ряд менш яскравих галактик.
Відстань до галактики за різними джерелами оцінюється від 31 до 41 млн св. років.
Найяскравіша центральна частина має видимий кутовий діаметр близько 6' (близько 60 000 св. років), однак при великому збільшенні у галактиці спостерігається менш яскраве зовнішнє кільце діаметром близько 9', що відповідає 90 000 св. років.
Видима зоряна величина +9,3 відповідає абсолютної зоряної величини −20,7.
Згідно з атласом «J.D. Wray's Color Atlas of Galaxies» внутрішній диск галактики складається зі старих жовтих зірок, оточених кільцем кластерів, що складаються з гарячих блакитних зірок. Галактика містить значну кількість пилу, яка сконцентрована в північно-західній частині знімка.
Згідно з даними Вокулера (англ. G. de Vaucouleurs) галактика розташована під кутом 35˚ до променя зору. Спіральні рукави замкнуті.
9 травня 1998 в галактиці відкрита наднова SN1998bu, яка в максимумі (19 травня 1998 року) досягла яскравості +11,8.

## Відстань до галактики
Н. Танвір, в 1990-х рр.. займався вивченням цефеїд в галактиці M96 опублікував на цю тему низку статей. У 1995 році він дає відстань 41, 4 ± 2,6млн св. років, в 1999 році — 36, 5 ± 3,2.
У статті Йенсена з посиланням на статтю Тонрі 2001 наводиться цифра 31,4 ± 3,2 (m-M = 29,92 ± 0,22)
, виміряна методом флуктуацій поверхні яскравості.
Звернення до оригінальної статті Тонрі замість цифри 31,4 ± 3 виявляє, однак, цифру 33, 8 ± 3,4 (m-M = 30,08 ± 0,26)
. У статті Фрідмана 2001 дається два результати, отримані методом цефеїд — 32,2 ± 0,9 (m-M = 29,97 ± 0,06, без корекції металевості) і 34 .3 ± 0.9 (m-M = 30.11 ± 0.06, з корекцією металевості).
У багатьох інтернет-джерелах вказана цифра 38 млн св. років, проте швидше за все це середня відстань до скупчення галактик Leo I, опубліковане Н. Танвір і приписане галактиці M96.
Таким чином, орієнтовну відстань до галактики — близько 35 млн св. років.

## Навігатори
| ◄ NGC 3364 \| NGC 3365 \| NGC 3366 \| NGC 3367 \| NGC 3368 \| NGC 3369 \| NGC 3370 \| NGC 3371 \| NGC 3372 ► |

Координати:  10г 46м 45.7с, +11° 49′ 12″